# 스티브 커렐
스티븐 존 "스티브" 커렐(영어: Steven John "Steve" Carell, 1962년 8월 16일 ~ )은 미국의 코미디언이자 배우이다. 《데일리 쇼》에 출연하면서 유명해졌으며, 이후로 《브루스 올마이티》, 《에반 올마이티》, 《앵커맨》, 《40살까지 못해본 남자》, 《댄 인 러브》, 《미스 리틀 선샤인》, 《겟 스마트》 등의 영화에 출연하였다.
2005년부터 2013년까지 미국 시트콤 《오피스》에서 마이클 스캇 역으로 열연했으며, 이 역할로 2006년 골든 글로브상 텔레비전 코미디 부문 남우주연상을 수상하였다.No god please no로도 유명하다.

## 어린 시절
네 형제 중 막내인 커렐은 매사추세츠주 콩코드에서 태어났다. 그는 미국 명문 사립고등학교인 펜스쿨(The Fenn School)과 미들섹스스쿨(Middlesex School)에서 수학하였으며, 오하이오주 그랜빌에 위치한 데니슨 대학교(Denison University)에서 역사학과 연극학 학사를 취득하였다.

## 개인 생활
독실한 가톨릭 신자인 커렐은 자신이 가르치던 즉흥연기 학원인 세컨드 시티(The Second City)의 학생이자 《새터데이 나이트 라이브》의 출연자인 낸시 월스(Nancy Walls)와 결혼하였다. 슬하에 두 아이가 있다.
커렐은 열렬한 하키 팬이며, 미국 NBC의 인기 시트콤 《오피스》의 시즌 2에서 보인 바와 같이 실력있는 골키퍼이기도 하다. 그는 그의 가족과 함께 거주하고 있는 로스앤젤레스의 남성 리그에서 활동하고 있다.
그는 매사추세츠주 마시필드의 해변가에 집을 가지고 있기도 하다. 캔디 카운터로 사용되던 155년 된 마시필드 힐즈 제너럴 상점(Marshfield Hills General Store)을 매수, 마을의 전통을 지키는 데 기여하였다. 커렐은 2009년 1월 18일 요일에 있었던 "We Are Once Concert"의 취임식에서 연설을 하기도 하였다.

## 출연 작품

### 영화
- 《브루스 올마이티》(Bruce Almighty, 2003년) - 에반 박스터
- 《앵커맨》(Anchorman: The Legend of Ron Burgundy, 2004년)
- 《멜린다 앤 멜린다》(Melinda and Melinda, 2004년) - 월트
- 《슬립오버》(Sleepover, 2004년) - 셔먼
- 《40살까지 못해본 남자》(The 40-Year-Old Virgin, 2005년) - 앤디
- 《헷지》(Over the Hedge, 2006년) - 해미
- 《미스 리틀 선샤인》(2006년) - 프랭크
- 《에반 올마이티》(2007년) - 에반 박스터
- 《댄 인 러브》(Dan in Real Life, 2007년) - 댄 번스
- 《호튼》(Horton Hears a Who!, 2008년) - '누군가 마을' 시장
- 《겟 스마트》(Get Smart, 2008년) - 맥스웰 스마트
- 《브로큰 데이트》(Date Night, 2010년) - 필 포스터
- 《얼간이들을 위한 만찬》(Dinner for Schmucks, 2010년) - 베리
- 《슈퍼배드》(2010년) - 그루
- 《슈퍼배드 2》(2013년) - 그루
- 《미니언즈》(2015년) - 그루
- 《프리헬드》 (2015년) - 스티븐 골드스테인
- 《빅쇼트》 (2015년) - 마크 바움
- 《카페 소사이어티》 (2016년) - 필
- 《슈퍼배드 3》 (2017년) - 그루 / 드루
- 《빌리 진 킹: 세기의 대결》 (2017년) - 바비 릭스
- 《라스트 플래그 플라잉》 (2017년)
- 《뷰티풀 보이》 (2018년)
- 《웰컴 투 마웬》 (2018년)
- 《바이스》 (2018년) - 도널드 럼즈펠즈
- 《뷰티풀 보이》 (2018년) - 데이비드 셰프
- 《웰컴 투 마웬》 (2018년)
- 《이리지스터블》 (2020년) - 게리 짐머 역
- 《애스터로이드 시티》 (2023년) - 모텔 지배인 역
- 《이프: 상상의 친구》 (2024년) - 블루 역 (목소리)
- 《슈퍼배드 4》 (2024년) - 그루 역 (목소리)

### 텔레비전
- 《오피스》(The Office, 2005년~2011년) - 마이클 스캇

## 수상경력
- 2006년 제63회 골든글로브시상식 TV뮤지컬/코미디부문 남우주연상
- 2006년 제15회 MTV영화제 코미디연기상
- 2006년 TCA어워즈 코미디부문 특별상
- 2007년 제9회 틴 초이스 어워즈 코미디부문 TV 남자배우상
- 2008년 제10회 틴 초이스 어워즈 코미디부문 TV 남자배우상
- 2009년 제35회 피플스초이스어워즈 가장좋아하는 TV코미디스타상
- 2014년 AARP 어워즈 남우주연상
- 2015년 제30회 산타바바라국제영화제 아웃스탠딩 퍼포머상